# Storia in rete
Storia in rete è una rivista italiana di divulgazione storica nata nel 2005, pubblicata dalla casa editrice omonima fino al 2018 e poi da Zona Franca Edizioni, e diretta dal fondatore Fabio Andriola. 
La rivista nasce come prosecuzione del suo sito internet, con una vocazione all'attualità e soprattutto ai riflessi che il mondo della storia ha su internet, come il nome suggerisce.
A giugno 2023 la rivista ha temporaneamente interrotto le pubblicazioni, riprendendo nel maggio 2025.
La periodicità della testata, inizialmente mensile, è attualmente trimestrale.

## Contenuti
Gli articoli della rivista spaziano su ogni ambito della storia, dalle problematiche legate al mestiere dello storico alle polemiche che inevitabilmente la storiografia solleva, con approfondimenti sui più diversi periodi, episodi e personaggi storici. Pubblica inoltre reportage su iniziative legate al mondo della storia, anticipazioni sulle novità editoriali del settore, nonché lavori di ricerca d'archivio e documentaristica.

## Controversie
Nel 2013 lo storico Gabriele Turi, nel suo libro La cultura delle destre, attribuisce alla rivista l'appartenenza a un "progetto culturale" berlusconiano. Turi osserva che «per la storia contemporanea, dalla Rivoluzione francese a oggi, il mensile abbraccia completamente la vulgata revisionista, coniugando inoltre un registro cattolico ultraconservatore con un gusto per i "misteri" e le "rivelazioni", di cui Salò è il terreno di elezione». Prendendo in esame alcuni numeri del 2009, Turi afferma tra l'altro che nella rivista si riscontra «una diffusa comprensione per il fascismo». 
A Turi rispose direttamente il direttore del mensile Fabio Andriola, in un editoriale pubblicato sul numero 95, in cui smentiva l'esistenza di alcun "progetto egemonico" di cui Storia in Rete avrebbe fatto parte, contestando il metodo e il merito delle affermazioni di Turi e enunciando - scrive Andriola - «una notiziola che non sappiamo se è vera ma che potrebbe spiegare meglio l’intera operazione: il pamphlet di Turi era stato inizialmente scritto per essere pubblicato dalle edizioni de "Il Manifesto", quotidiano orgogliosamente comunista. Chissà come poi è finito alle più sobrie edizioni “Bollati Boringhieri”». Anche il giornalista e critico letterario Luigi Mascheroni, sul quotidiano di centro-destra Il Giornale, contestò la tesi di Turi, affermando con sarcasmo che la realizzazione di una "piattaforma reazionaria" di cui Storia in Rete avrebbe fatto parte era una «mission che crediamo neppure la destra stessa si era [sic] accorta di aver mai realizzato».

## Redazione e collaboratori
Diretta fin dalla sua fondazione da Fabio Andriola, ha avuto un comitato scientifico composto da docenti universitari e storici di chiara fama fra cui Aldo Alessandro Mola, Mariano Bizzarri, Giuseppe Parlato, Nico Perrone e Aldo Giovanni Ricci. 
Fra i suoi collaboratori storici fin dall'inizio ha figurato il giornalista e storico Luciano Garibaldi, scomparso nel 2024, che firmava la rubrica Lettere. La redazione è fin dal 2006 a cura di Emanuele Mastrangelo, che si occupa anche della cartografia. Fra le firme apparse come rubrichisti e collaboratori si annoverano Alberto Alpozzi, Pino Aprile, Massimo Centini, Pierluigi Romeo di Colloredo, Eugenio Di Rienzo, Alfio Krancic, Elena e Michela Martignoni, Giuseppe Pardini, Sebastiano Parisi, Gian Paolo Pellizzaro, Enrico Petrucci, Sandro Provvisionato, Guglielmo Salotti, Andrea Scarabelli, Paolo Simoncelli, Clemente Ultimo, Marco Valle, Massimo Weilbacher.